# Regmatodon longinervis
Regmatodon longinervis là một loài rêu trong họ Regmatodontaceae. Loài này được C. Gao mô tả khoa học đầu tiên năm 1981.
Danh pháp khoa học của loài này chưa được làm sáng tỏ. 